# Discographie de Sting
La discographie de Sting, auteur-compositeur-interprète britannique, se compose de 13 albums studio, 5 albums enregistrés en public, 5 EP, plusieurs compilations et une soixantaine de singles.
Après avoir fait partie du groupe The Police de 1977 à 1984, vendant plus de 75 millions d'albums à travers le monde,, Sting publie son premier album en 1985, The Dream of the Blue Turtles, qui connaît un succès international et est certifié disque de platine dans plusieurs pays, tout comme les albums ...Nothing Like the Sun (1987), The Soul Cages (1991), Ten Summoner's Tales (1993), Mercury Falling (1996), Brand New Day (1999) et Sacred Love (2003). 

Plusieurs de ses chansons ont également atteint le Top 10 de différents pays, comme If You Love Somebody Set Them Free, Russians, We'll Be Together, All This Time, It's Probably Me  (avec Eric Clapton), If I Ever Lose My Faith in You, All for Love (avec Bryan Adams et Rod Stewart), When We Dance, Desert Rose (avec Cheb Mami), Rise & Fall (avec Craig David) ou encore Stolen Car (avec Mylène Farmer).
Sting a vendu plus de 100 millions de disques,, et a remporté notamment 17 Grammy Awards et 3 Brit Awards.

## Albums

### Albums studio
| Album                                                     | Classements                                                            | Classements | Classements | Classements | Classements | Classements | Classements | Classements | Classements | Classements | Classements | Classements | Classements | Classements | Classements | Classements | Certifications                                                  | Ventes mondiales |
| Album                                                     | É-U                                                                    | CAN         | R-U         | IRL         | FRA         | ESP         | ITA         | SUI         | BE/W        | BE/F        | P-B         | ALL         | AUT         | SUE         | AUS         | N-Z         | Certifications                                                  | Ventes mondiales |
| --------------------------------------------------------- | ---------------------------------------------------------------------- | ----------- | ----------- | ----------- | ----------- | ----------- | ----------- | ----------- | ----------- | ----------- | ----------- | ----------- | ----------- | ----------- | ----------- | ----------- | --------------------------------------------------------------- | ---------------- |
| The Dream of the Blue Turtles - Label: A&M                | 2                                                                      | 4           | 3           | N/D         | 4           | N/D         | 1           | 6           | N/D         | N/D         | 1           | 4           | 13          | 5           | 1           | 4           | : 3x Platine : Platine : 2x Platine : Platine : Platine         | 9 750 000        |
| ...Nothing Like the Sun - Label: A&M                      | 9                                                                      | 3           | 1           | N/D         | 3           | 2           | 1           | 3           | N/D         | N/D         | 3           | 4           | 3           | 7           | 3           | 13          | : 2x Platine : Platine : Platine : 2x Platine : Platine         | 9 550 000        |
| The Soul Cages - Label: A&M                               | 2                                                                      | 1           | 1           | N/D         | 7           | 4           | 1           | 1           | N/D         | N/D         | 1           | 1           | 3           | 4           | 3           | 4           | : Platine : Platine : Or : Platine : Platine : Or               | 5 800 000        |
| Ten Summoner's Tales - Label: A&M                         | 2                                                                      | 3           | 2           | N/D         | 2           | N/D         | 1           | 3           | N/D         | N/D         | 5           | 2           | 1           | 10          | 9           | 5           | : 3x Platine : Platine : 2x Platine : 2x Or : Or : Platine      | 8 150 000        |
| Mercury Falling - Label: A&M                              | 5                                                                      | 8           | 4           | N/D         | 3           | 6           | 1           | 1           | 4           | 7           | 3           | 2           | 1           | 2           | 14          | 7           | : Platine : Platine : Platine : Or : Or                         | 4 200 000        |
| Brand New Day - Label: A&M                                | 9                                                                      | 12          | 5           | N/D         | 3           | 5           | 3           | 2           | 4           | 11          | 7           | 1           | 1           | 4           | 21          | 16          | : 3x Platine : 2x Platine : Platine : 2x Or : Platine : Platine | 7 850 000        |
| Sacred Love - Label: A&M                                  | 3                                                                      | 3           | 3           | 8           | 5           | N/D         | 1           | 1           | 6           | 6           | 3           | 2           | 2           | 3           | 13          | 13          | : Platine : Platine : Or : Or : Or                              | 3 150 000        |
| Songs from the Labyrinth - Label: DGG                     | 25                                                                     | -           | 24          | -           | 20          | 50          | 7           | 31          | 38          | 16          | 39          | 11          | 40          | 30          | -           | -           | : Or                                                            | 950 000          |
| If on a Winter's Night... - Label: DGG                    | 6                                                                      | 11          | 15          | 24          | 8           | 18          | 4           | 13          | 5           | 7           | 10          | 5           | 12          | 12          | 58          | -           | : Or : Or : Argent : Platine : Or                               | 1 600 000        |
| The Last Ship - Label: Cherrytree, A&M                    | 13                                                                     | 16          | 14          | 23          | 10          | 30          | 3           | 9           | 8           | 8           | 6           | 3           | 8           | 12          | 39          | -           |                                                                 | 450 000          |
| 57th & 9th - Label: Cherrytree, Interscope, A&M           | 9                                                                      | 18          | 15          | 22          | 5           | 15          | 6           | 3           | 4           | 8           | 7           | 3           | 6           | 6           | 9           | 25          | : Or                                                            | 650 000          |
| 44/876 (avec Shaggy) - Label: Cherrytree, Interscope, A&M | 40                                                                     | 19          | 9           | -           | 3           | 35          | 13          | 5           | 4           | 22          | 16          | 1           | 6           | -           | 38          | -           | : Or                                                            | 400 000          |
| The Bridge - Label: Cherrytree, Interscope, A&M           | 101                                                                    | 90          | 27          | -           | 14          | 50          | 26          | 5           | 5           | 23          | 27          | 5           | 7           | -           | 64          | -           | : Or                                                            |                  |
|                                                           | Le sigle « N/D » signifie que les classements ne sont pas disponibles. |             |             |             |             |             |             |             |             |             |             |             |             |             |             |             |                                                                 |                  |

### Albums Live
| Album                                      | Classements | Classements | Classements | Classements | Classements | Classements | Classements | Classements | Classements | Classements | Classements | Classements | Classements | Classements | Classements | Classements | Certifications                     | Ventes mondiales |
| Album                                      | É-U | CAN         | R-U         | IRL         | FRA         | ESP         | ITA         | SUI         | BE/W        | BE/F        | P-B         | ALL         | AUT         | SUE         | AUS         | N-Z         | Certifications                     | Ventes mondiales |
| ------------------------------------------ | --- | ----------- | ----------- | ----------- | ----------- | ----------- | ----------- | ----------- | ----------- | ----------- | ----------- | ----------- | ----------- | ----------- | ----------- | ----------- | ---------------------------------- | ---------------- |
| Bring on the Night - Label: A&M            | - | -           | 16          | N/D         | -           | N/D         | 7           | 11          | N/D         | N/D         | 2           | 10          | 9           | 28          | -           | 19          | : Argent                           | 2 150 000        |
| Acoustic Live in Newcastle - Label: A&M    | X | X           | -           | N/D         | X           | X           | X           | X           | X           | X           | X           | -           | X           | X           | X           | X           |                                    |                  |
| ...All This Time - Label: A&M              | 32 | 10          | 3           | 9           | 7           | N/D         | 4           | 10          | 16          | 22          | 12          | 5           | 10          | 29          | 68          | 21          | : Or : Or : Platine : Or : Or : Or | 2 750 000        |
| The Journey and the Labyrinth - Label: DGG | - | -           | -           | -           | -           | -           | -           | -           | -           | -           | -           | -           | -           | -           | -           | -           |                                    |                  |
| Live in Berlin - Label: DGG                | - | -           | -           | -           | 79          | 32          | 16          | 51          | 55          | 81          | 37          | 13          | 22          | -           | -           | 7           |                                    |                  |
|                                            | Le sigle « N/D » signifie que les classements ne sont pas disponibles. Le sigle « X » signifie que l'album n'est pas sorti dans ce pays. |             |             |             |             |             |             |             |             |             |             |             |             |             |             |             |                                    |                  |

### Compilations
| Album                                                    | Classements                                                            | Classements | Classements | Classements | Classements | Classements | Classements | Classements | Classements | Classements | Classements | Classements | Classements | Classements | Classements | Classements | Certifications                                          | Ventes mondiales |
| Album                                                    | É-U                                                                    | CAN         | R-U         | IRL         | FRA         | ESP         | ITA         | SUI         | BE/W        | BE/F        | P-B         | ALL         | AUT         | SUE         | AUS         | N-Z         | Certifications                                          | Ventes mondiales |
| -------------------------------------------------------- | ---------------------------------------------------------------------- | ----------- | ----------- | ----------- | ----------- | ----------- | ----------- | ----------- | ----------- | ----------- | ----------- | ----------- | ----------- | ----------- | ----------- | ----------- | ------------------------------------------------------- | ---------------- |
| Fields of Gold: The Best of Sting 1984-1994 - Label: A&M | 7                                                                      | 14          | 2           | N/D         | 4           | N/D         | 1           | 5           | N/D         | N/D         | 5           | 4           | 7           | 5           | 20          | 5           | : 2x Platine : Platine : 3x Platine : Platine : Platine | 9 400 000        |
| The Very Best of Sting & The Police - Label: A&M         | 46                                                                     | -           | 1           | N/D         | 1           | N/D         | 5           | 17          | 14          | 8           | 17          | 18          | 4           | 26          | 22          | 5           | : Or : 4x Platine : 2x Or : Or : Or                     | 7 200 000        |
| Symphonicities - Label: DGG                              | 6                                                                      | 9           | 30          | 40          | 10          | 11          | 4           | 15          | 3           | 31          | 22          | 7           | 19          | 30          | 24          | 11          |                                                         |                  |
| The Best of 25 Years - Label: A&M                        | 104                                                                    | -           | 27          | 51          | 59          | 46          | 13          | 50          | 12          | 28          | 16          | 32          | 29          | 13          | -           | -           |                                                         |                  |
| My Songs - Label: A&M                                    | 145                                                                    | 89          | 27          | 81          | 2           | 17          | 14          | 5           | 7           | 20          | 39          | 4           | 7           | -           | -           | -           | : Platine                                               |                  |
|                                                          | Le sigle « N/D » signifie que les classements ne sont pas disponibles. |             |             |             |             |             |             |             |             |             |             |             |             |             |             |             |                                                         |                  |

### EP
- 16 février 1988 : Nada como el sol
- 21 septembre 1993 : Demolition Man
- 15 mai 1994 : Five Live
- 14 juin 1996 : Live at TFI Friday
- 1er mars 2001 : Still Be Love in the World

## Singles

### Années 1980
| Année | Single                             | Classements | Classements | Classements | Classements | Classements | Classements | Classements | Classements | Classements | Classements | Classements | Classements | Classements | Classements | Classements | Classements | Album                         |
| Année | Single                             | É-U | CAN         | R-U         | IRL         | FRA         | ESP         | ITA         | SUI         | BE/W        | BE/F        | P-B         | ALL         | AUT         | SUE         | AUS         | N-Z         | Album                         |
| ----- | ---------------------------------- | --- | ----------- | ----------- | ----------- | ----------- | ----------- | ----------- | ----------- | ----------- | ----------- | ----------- | ----------- | ----------- | ----------- | ----------- | ----------- | ----------------------------- |
| 1982  | Spread a Little Happiness          | - | -           | 16          | 16          | -           | -           | -           | -           | N/D         | -           | -           | -           | -           | -           | 80          | -           | Pierre qui brûle              |
| 1985  | If You Love Somebody Set Them Free | 3 | 5           | 26          | 15          | 23          | 25          | 3           | -           | N/D         | 13          | 38          | -           | 28          | 19          | 18          | 6           | The Dream of the Blue Turtles |
| 1985  | Love Is the Seventh Wave           | 17 | 38          | 41          | 25          | 30          | -           | -           | -           | N/D         | 19          | 10          | -           | -           | -           | 57          | 17          | The Dream of the Blue Turtles |
| 1985  | Fortress Around Your Heart         | 8 | 20          | 49          | -           | -           | -           | -           | -           | N/D         | 40          | 26          | -           | -           | -           | 72          | 13          | The Dream of the Blue Turtles |
| 1985  | Russians                           | 16 | 35          | 12          | 11          | 2           | -           | 1           | 13          | N/D         | 7           | 8           | 4           | -           | 16          | 11          | 25          | The Dream of the Blue Turtles |
| 1986  | Moon over Bourbon Street           | X | X           | 44          | -           | -           | -           | -           | -           | N/D         | -           | -           | -           | -           | -           | X           | X           | The Dream of the Blue Turtles |
| 1986  | We Work the Black Seam             | X | X           | X           | X           | X           | X           | X           | X           | X           | X           | X           | -           | -           | X           | -           | -           | The Dream of the Blue Turtles |
| 1987  | We'll Be Together                  | 7 | 9           | 41          | 14          | 46          | 9           | 4           | -           | N/D         | -           | 33          | -           | -           | -           | 13          | 22          | …Nothing Like the Sun         |
| 1988  | Be Still My Beating Heart          | 15 | 22          | X           | X           | X           | X           | X           | X           | X           | X           | X           | X           | X           | X           | 94          | -           | …Nothing Like the Sun         |
| 1988  | Englishman in New York             | 84 | 60          | 15          | 12          | 30          | 21          | -           | -           | N/D         | 16          | 13          | -           | -           | -           | -           | -           | …Nothing Like the Sun         |
| 1988  | Fragile                            | - | -           | 70          | -           | -           | 37          | 16          | 64          | N/D         | 11          | 12          | 92          | -           | -           | X           | X           | …Nothing Like the Sun         |
| 1988  | They Dance Alone                   | - | -           | 94          | -           | -           | -           | 24          | -           | N/D         | 35          | 27          | 66          | -           | -           | -           | -           | …Nothing Like the Sun         |
|       |                                    | Le sigle « N/D » signifie que les classements ne sont pas disponibles. Le sigle « X » signifie que le titre n'est pas sorti en single dans ce pays. |             |             |             |             |             |             |             |             |             |             |             |             |             |             |             |                               |

### Années 1990
| Année | Single                                           | Classements | Classements | Classements | Classements | Classements | Classements | Classements | Classements | Classements | Classements | Classements | Classements | Classements | Classements | Classements | Classements | Album                                       |
| Année | Single                                           | É-U | CAN         | R-U         | IRL         | FRA         | ESP         | ITA         | SUI         | BE/W        | BE/F        | P-B         | ALL         | AUT         | SUE         | AUS         | N-Z         | Album                                       |
| ----- | ------------------------------------------------ | --- | ----------- | ----------- | ----------- | ----------- | ----------- | ----------- | ----------- | ----------- | ----------- | ----------- | ----------- | ----------- | ----------- | ----------- | ----------- | ------------------------------------------- |
| 1991  | All This Time                                    | 5 | 1           | 22          | 13          | 21          | -           | 4           | 18          | N/D         | 22          | 22          | 23          | 23          | -           | 26          | 26          | The Soul Cages                              |
| 1991  | Mad About You                                    | - | 71          | 56          | -           | -           | -           | 13          | -           | N/D         | -           | 44          | 59          | -           | -           | -           | -           | The Soul Cages                              |
| 1991  | The Soul Cages                                   | X | X           | 57          | -           | -           | -           | -           | -           | N/D         | -           | 77          | -           | -           | -           | -           | -           | The Soul Cages                              |
| 1991  | Why Should I Cry for You                         | - | 46          | -           | -           | 38          | -           | -           | -           | N/D         | -           | -           | -           | -           | -           | -           | -           | The Soul Cages                              |
| 1992  | It's Probably Me (avec Eric Clapton)             | - | 12          | 30          | 17          | 4           | -           | 2           | 16          | N/D         | 11          | 7           | 22          | -           | 29          | 23          | 11          | L'Arme fatale 3                             |
| 1993  | If I Ever Lose My Faith in You                   | 17 | 1           | 14          | 28          | 39          | 9           | 2           | 16          | N/D         | 19          | 30          | 31          | -           | 34          | 41          | 36          | Ten Summoner's Tales                        |
| 1993  | Seven Days                                       | X | X           | 25          | -           | -           | -           | 18          | -           | N/D         | -           | -           | -           | -           | -           | -           | -           | Ten Summoner's Tales                        |
| 1993  | She's Too Good for Me                            | X | X           | X           | X           | -           | X           | X           | X           | X           | X           | X           | X           | X           | X           | X           | X           | Ten Summoner's Tales                        |
| 1993  | Fields of Gold                                   | 23 | 2           | 16          | 22          | -           | -           | -           | 25          | N/D         | -           | 44          | 52          | -           | -           | 85          | 34          | Ten Summoner's Tales                        |
| 1993  | Shape of My Heart                                | - | 44          | 57          | -           | -           | -           | -           | -           | N/D         | -           | -           | -           | -           | -           | -           | -           | Ten Summoner's Tales                        |
| 1993  | Nothing 'Bout Me                                 | 57 | 10          | 32          | -           | -           | -           | -           | -           | N/D         | -           | 41          | -           | -           | -           | X           | X           | Ten Summoner's Tales                        |
| 1993  | Love Is Stronger Than Justice                    | X | X           | X           | X           | X           | X           | X           | X           | X           | X           | -           | 75          | -           | X           | X           | X           | Ten Summoner's Tales                        |
| 1993  | All for Love (avec Bryan Adams et Rod Stewart)   | 1 | 1           | 2           | 1           | 7           | 17          | 1           | 1           | N/D         | 2           | 3           | 1           | 1           | 1           | 1           | 5           | Les Trois Mousquetaires                     |
| 1994  | When We Dance                                    | 38 | 10          | 9           | 9           | -           | -           | 11          | 42          | N/D         | 35          | 32          | 51          | -           | 34          | -           | 50          | Fields of Gold: The Best of Sting 1984-1994 |
| 1995  | This Cowboy Song                                 | X | 34          | 15          | 19          | -           | -           | -           | -           | N/D         | -           | 48          | 51          | -           | -           | -           | -           | Fields of Gold: The Best of Sting 1984-1994 |
| 1996  | Let Your Soul Be Your Pilot                      | 86 | 7           | 15          | -           | -           | -           | 17          | -           | -           | -           | 43          | 58          | -           | -           | 65          | -           | Mercury Falling                             |
| 1996  | You Still Touch Me                               | 60 | 7           | 27          | -           | -           | -           | -           | -           | -           | -           | -           | -           | -           | -           | -           | -           | Mercury Falling                             |
| 1996  | I Was Brought to My Senses                       | X | X           | 31          | -           | -           | -           | -           | -           | -           | -           | -           | -           | -           | -           | X           | X           | Mercury Falling                             |
| 1996  | I'm So Happy I Can't Stop Crying                 | 94 | 27          | 54          | -           | -           | -           | -           | -           | -           | -           | -           | 74          | -           | -           | -           | -           | Mercury Falling                             |
| 1996  | Spirits in the Material World (avec Pato Banton) | - | -           | 36          | -           | -           | -           | -           | -           | -           | -           | -           | 68          | -           | -           | X           | X           | Ace Ventura                                 |
| 1996  | On Silent Wings (avec Tina Turner)               | - | 13          | 13          | -           | -           | -           | -           | -           | -           | 36          | 37          | 55          | 30          | -           | -           | -           | Wildest Dreams                              |
| 1998  | Invisible Sun (avec Aswad)                       | X | X           | X           | X           | X           | X           | X           | X           | X           | X           | X           | 97          | X           | X           | X           | X           | The X-Files, le film                        |
| 1998  | Terre d'oru (Fields of Gold) (avec I Muvrini)    | X | X           | X           | X           | 36          | X           | X           | -           | -           | -           | 93          | X           | X           | X           | X           | X           |                                             |
| 1999  | Brand New Day                                    | - | 31          | 13          | -           | 73          | -           | 10          | 35          | -           | -           | 46          | 54          | 38          | -           | -           | 46          | Brand New Day                               |
|       |                                                  | Le sigle « N/D » signifie que les classements ne sont pas disponibles. Le sigle « X » signifie que le titre n'est pas sorti en single dans ce pays. |             |             |             |             |             |             |             |             |             |             |             |             |             |             |             |                                             |

### Années 2000
| Année | Single                                              | Classements | Classements | Classements | Classements | Classements | Classements | Classements | Classements | Classements | Classements | Classements | Classements | Classements | Classements | Classements | Classements | Album                     |
| Année | Single                                              | É-U         | CAN         | R-U         | IRL         | FRA         | ESP         | ITA         | SUI         | BE/W        | BE/F        | P-B         | ALL         | AUT         | SUE         | AUS         | N-Z         | Album                     |
| ----- | --------------------------------------------------- | ----------- | ----------- | ----------- | ----------- | ----------- | ----------- | ----------- | ----------- | ----------- | ----------- | ----------- | ----------- | ----------- | ----------- | ----------- | ----------- | ------------------------- |
| 2000  | Desert Rose (avec Cheb Mami)                        | 17          | 2           | 15          | 27          | 6           | -           | 3           | 3           | 7           | -           | 29          | 7           | 6           | -           | 67          | -           | Brand New Day             |
| 2000  | After the Rain Has Fallen                           | -           | -           | 31          | -           | 89          | -           | 16          | -           | -           | -           | -           | 64          | -           | -           | -           | -           | Brand New Day             |
| 2000  | My Funny Friend and Me                              | -           | -           | -           | -           | -           | -           | 41          | 91          | -           | -           | -           | -           | -           | -           | -           | -           | Kuzco                     |
| 2003  | Rise & Fall (avec Craig David)                      | -           | -           | 2           | -           | 15          | -           | 9           | 11          | 17          | 17          | 7           | 15          | 51          | 35          | 6           | -           | Slicker Than Your Average |
| 2003  | Send Your Love (avec Vicente Amigo)                 | -           | -           | 30          | -           | -           | -           | 8           | 37          | -           | -           | 43          | 24          | 43          | -           | 44          | -           | Sacred Love               |
| 2003  | Whenever I Say Your Name (avec Mary J. Blige)       | -           | -           | 60          | -           | -           | -           | -           | 50          | -           | -           | 60          | -           | -           | -           | -           | -           | Sacred Love               |
| 2004  | Stolen Car (Take Me Dancing)                        | -           | -           | 60          | -           | -           | -           | 46          | 81          | -           | -           | -           | 54          | -           | -           | -           | -           | Sacred Love               |
| 2005  | Lullaby to an Anxious Child (avec Gregg Kofi Brown) | -           | -           | -           | -           | -           | -           | -           | -           | -           | -           | -           | -           | -           | -           | -           | -           | Together as One           |
| 2006  | Always on Your Side (avec Sheryl Crow)              | 33          | -           | -           | -           | -           | -           | -           | -           | -           | -           | -           | -           | -           | -           | -           | -           | Wildflower                |
| 2009  | Soul Cake                                           | -           | -           | -           | -           | -           | -           | -           | -           | 40          | -           | -           | -           | -           | -           | -           | -           | If on a Winter's Night... |

### Années 2010
| Année | Single                               | Classements | Classements | Classements | Classements | Classements | Classements | Classements | Classements | Classements | Classements | Classements | Classements | Classements | Classements | Classements | Classements | Album           |
| Année | Single                               | É-U         | CAN         | R-U         | IRL         | FRA         | ESP         | ITA         | SUI         | BE/W        | BE/F        | P-B         | ALL         | AUT         | SUE         | AUS         | N-Z         | Album           |
| ----- | ------------------------------------ | ----------- | ----------- | ----------- | ----------- | ----------- | ----------- | ----------- | ----------- | ----------- | ----------- | ----------- | ----------- | ----------- | ----------- | ----------- | ----------- | --------------- |
| 2010  | Every Little Thing She Does Is Magic | -           | -           | -           | -           | -           | -           | -           | -           | -           | -           | -           | -           | -           | -           | -           | -           | Symphonicities  |
| 2012  | Deep in the Meadow (Lullaby)         | -           | -           | -           | -           | -           | -           | -           | -           | -           | -           | -           | -           | -           | -           | -           | -           | Hunger Games    |
| 2013  | Practical Arrangement                | -           | -           | -           | -           | -           | -           | -           | -           | -           | -           | -           | -           | -           | -           | -           | -           | The Last Ship   |
| 2013  | And Yet                              | -           | -           | -           | -           | -           | -           | -           | -           | -           | -           | -           | -           | -           | -           | -           | -           | The Last Ship   |
| 2015  | Stolen Car (avec Mylène Farmer)      | -           | -           | -           | -           | 1           | -           | -           | 55          | 1           | -           | -           | -           | -           | -           | -           | -           | Interstellaires |
| 2016  | I Can't Stop Thinking About You      | -           | -           | -           | -           | 52          | -           | -           | -           | -           | -           | -           | -           | -           | -           | -           | -           | 57th & 9th      |
| 2016  | 50,000                               | -           | -           | -           | -           | -           | -           | -           | -           | -           | -           | -           | -           | -           | -           | -           | -           | 57th & 9th      |
| 2016  | Petrol Head                          | -           | -           | -           | -           | -           | -           | -           | -           | -           | -           | -           | -           | -           | -           | -           | -           | 57th & 9th      |
| 2017  | One Fine Day                         | -           | -           | -           | -           | -           | -           | -           | -           | -           | -           | -           | -           | -           | -           | -           | -           | 57th & 9th      |
| 2018  | Don't Make Me Wait (avec Shaggy)     | -           | -           | -           | -           | -           | -           | 99          | -           | -           | -           | -           | -           | -           | -           | -           | -           | 44/876          |
| 2018  | Gotta Get Back My Baby (avec Shaggy) | -           | -           | -           | -           | -           | -           | -           | -           | -           | -           | -           | -           | -           | -           | -           | -           | 44/876          |
| 2019  | Reste (avec Gims)                    | -           | -           | -           | -           | 16          | -           | -           | 91          | 9           | -           | -           | -           | -           | -           | -           | -           | Transcendance   |

### Années 2020
| Année | Single                                   | Classements | Classements | Classements | Classements | Classements | Classements | Classements | Classements | Classements | Classements | Classements | Classements | Classements | Classements | Classements | Classements | Album              |
| Année | Single                                   | É-U         | CAN         | R-U         | IRL         | FRA         | ESP         | ITA         | SUI         | BE/W        | BE/F        | P-B         | ALL         | AUT         | SUE         | AUS         | N-Z         | Album              |
| ----- | ---------------------------------------- | ----------- | ----------- | ----------- | ----------- | ----------- | ----------- | ----------- | ----------- | ----------- | ----------- | ----------- | ----------- | ----------- | ----------- | ----------- | ----------- | ------------------ |
| 2020  | Little Something (avec Melody Gardot)    | -           | -           | -           | -           | -           | -           | -           | -           | -           | -           | -           | -           | -           | -           | -           | -           | Sunset in the Blue |
| 2021  | My Funny Valentine (avec Herbie Hancock) | -           | -           | -           | -           | -           | -           | -           | -           | -           | -           | -           | -           | -           | -           | -           | -           | Duets              |
| 2021  | If It's Love                             | -           | -           | -           | -           | -           | -           | -           | -           | -           | -           | -           | -           | -           | -           | -           | -           | The Bridge         |
| 2021  | Rushing Water                            | -           | -           | -           | -           | -           | -           | -           | -           | -           | -           | -           | -           | -           | -           | -           | -           | The Bridge         |
| 2021  | What Could Have Been (avec Ray Chen)     | -           | -           | -           | -           | -           | -           | -           | -           | -           | -           | -           | -           | -           | -           | -           | -           | Arcane             |
| 2022  | Redlight (avec Swedish House Mafia)      | -           | -           | -           | -           | -           | -           | -           | -           | -           | -           | -           | -           | -           | -           | -           | -           | Paradise Again     |
| 2023  | Dreaming (avec Pink et Marshmello)       | -           | 64          | 99          | -           | -           | -           | -           | -           | -           | 22          | 50          | 93          | -           | -           | -           | -           |                    |